# Hamburg-Finkenwerder
Finkenwerder is een voormalig eiland in de rivier Elbe en tegenwoordig een stadsdeel in het stadsdistrict Hamburg-Mitte van de stad Hamburg. 

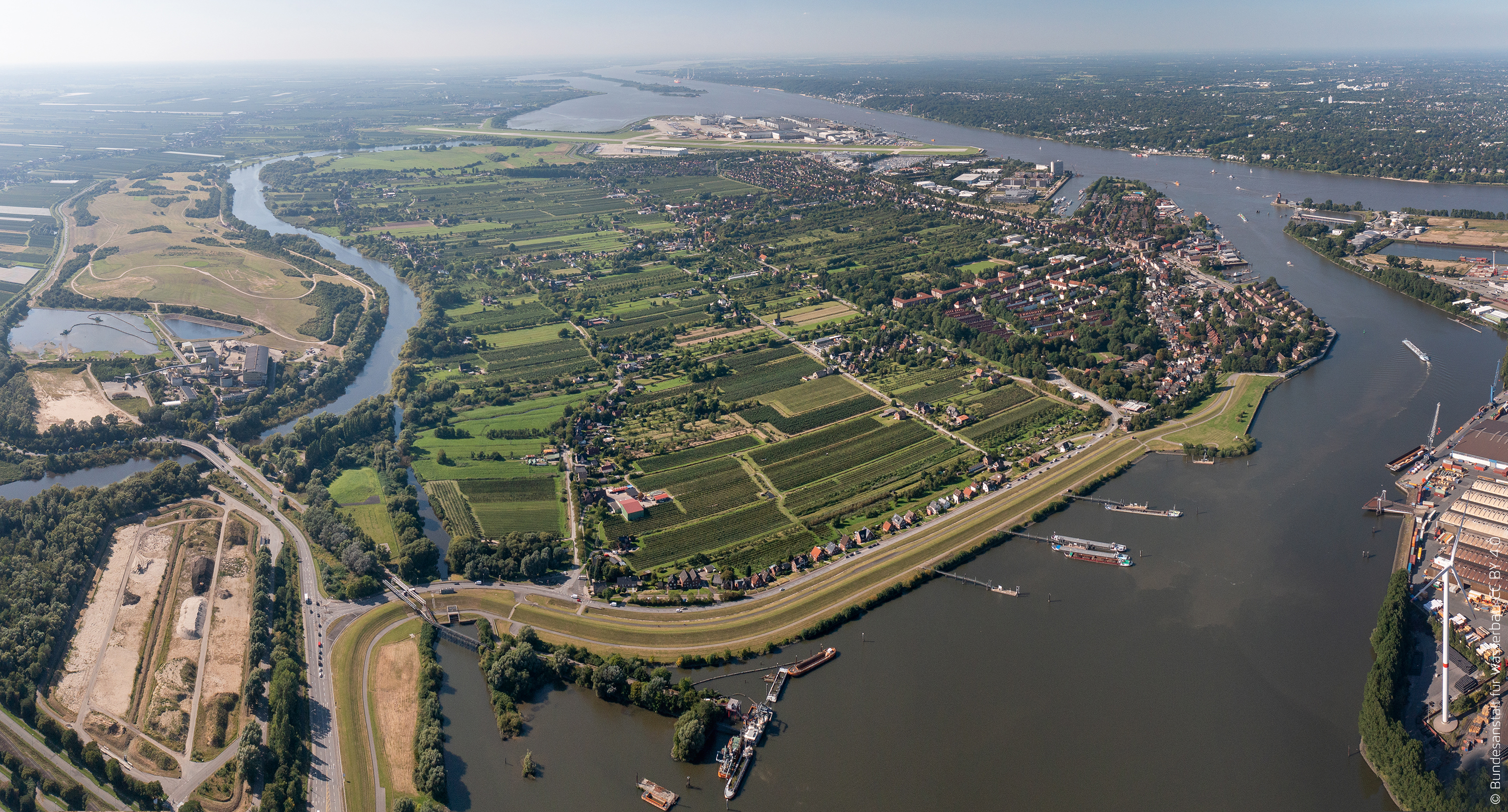
Luchtfoto van Finkenwerder  met op de achtergrond de  Airbus-fabriek
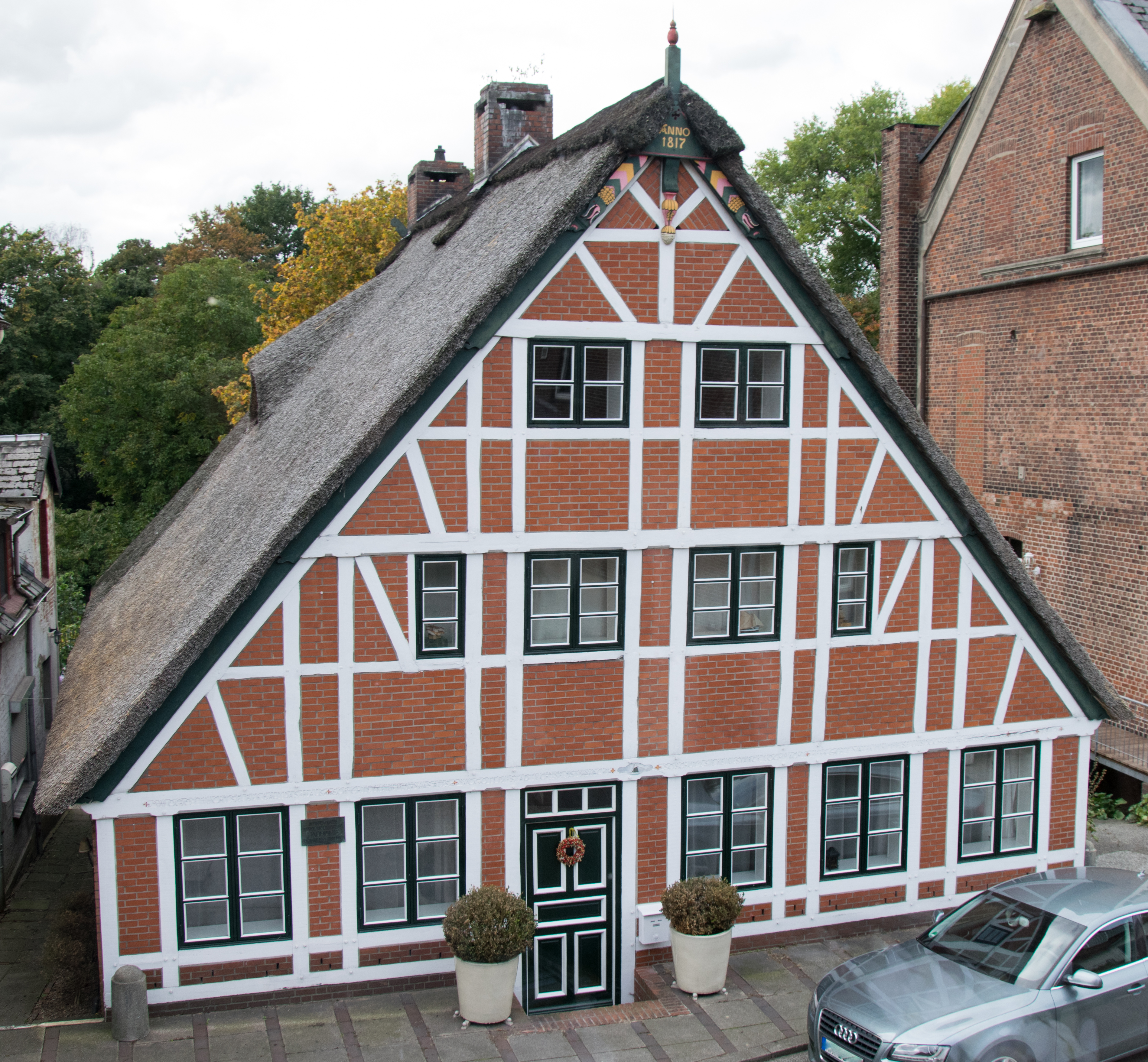
Altländer vakwerkboerderij,  Finkenwerder

Finkenwerder ligt aan de zuidoever van de Unterelbe, en is door het dempen van een deel van de Alte Süderelbe nu geen eiland meer. Het vormt het meest oostelijke gedeelte van de historische fruitteeltregio Altes Land. Te Finkenwerder staan dan ook nog enige vakwerkhuizen in de voor het Alte Land kenmerkende bouwstijl. Een deel van het voormalige eiland was tot aan de Tweede Wereldoorlog een haven- en vissersplaats, met enige scheepswerven. 
Tot 1937 liep de grens tussen Hamburg en Pruisen dwars door Finkenwerder.  In de periode van het Derde Rijk stond er een Außenlager van concentratiekamp Neuengamme. Dwangarbeiders moesten daar onder onmenselijke omstandigheden werken in een fabriek voor onderdelen van onderzeeboten.

## Naam
De naam is afgeleid van het Nederduitse Finkenward en betekent letterlijk vinkeneiland.

## Gebruik
Een groot gedeelte van het voormalige eiland Finkenwerder wordt in beslag genomen door de Duitse fabriek van Airbus met de Flugplatz Hamburg-Finkenwerder. Hier bevindt zich ook het Duitse hoofdkantoor van Airbus.

## Trivia
"Finkenwerder Art" (=op Finkenwerderse wijze) is een culinaire term die gebruikt wordt voor een visgerecht met spekstukjes.